# Onzonilla
Onzonilla é um município da Espanha na província de León, comunidade autónoma de Castela e Leão, de área 21,65 km² com população de 1622 habitantes (2007) e densidade populacional de 71,82 hab/km².

## Demografia
| Variação demográfica do município entre 1991 e 2004 | Variação demográfica do município entre 1991 e 2004 | Variação demográfica do município entre 1991 e 2004 | Variação demográfica do município entre 1991 e 2004 |
| --------------------------------------------------- | --------------------------------------------------- | --------------------------------------------------- | --------------------------------------------------- |
| 1991                                                | 1996                                                | 2001                                                | 2004                                                |
| 1402                                                | 1435                                                | 1508                                                | 1555                                                |